# Dalbergia campenonii
Dalbergia campenonii là một loài thực vật có hoa trong họ Đậu. Loài này được Drake miêu tả khoa học đầu tiên.
Loài này chỉ được tìm thấy ở Madagascar.